# غوكهان زان
غوكهان زان (بالتركية: Gökhan Zan) مواليد 7 سبتمبر 1981 في هاتاي، تركيا، هو لاعب كرة قدم تركي يلعب لنادي غلطة سراي ومنتخب تركيا لكرة القدم كمدافع. بدأ غوكهان زان مسيرته الرياضية عام 1999.

## مسيرته الكروية
لعب غوكهان زان خلال مسيرته الاحترافية مع 5 أندية في سبعة عشر موسمًا وسجل خلالها 19 هدفًا ضمن 253 مباراة. حيث فاز في خمسة مواسم بالكأس وفي أربعة مواسم بالدوري.
خاض غوكهان زان مسيرته مع نادي هاتاي سبور في موسم 1998–99 ولمدة موسمين، مشاركًا في 13 مباراة سجل خلالها هدفين. ثم انتقل إلى Çanakkale Dardanelspor ‏ في موسم 2000–01 واستمر معه طيلة ثلاثة مواسم، حيث شارك في 80 مباراة سجل خلالها 9 أهداف. لينتقل بعدها إلى نادي بشكتاش في موسم 2003–04 في المرة الأولى لمدة موسم واحد ثم في موسم 2005–06 ليلعب معه أربعة مواسم، مشاركًا طوالها في 76 مباراة سجل خلالها 4 أهداف. ثم انتقل إلى نادي غازي عنتاب سبور في موسم 2004–05 لمدة موسم واحد، مشاركًا في 28 مباراة سجل خلالها هدفًا واحدًا. هذا وانتقل لاحقًا إلى نادي غلطة سراي في موسم 2009–10 ليلعب معه ستة مواسم، مشاركًا في 56 مباراة سجل خلالها 3 أهداف.

## روابط خارجية
- غوكهان زان على موقع IMDb (الإنجليزية)

- غوكهان زان على موقع الاتحاد الدولي (مؤرشف)  (الإنجليزية)
- غوكهان زان على موقع الاتحاد الأوربي (الإنجليزية)
- غوكهان زان على موقع اتحاد تركيا (لاعب) (الإنجليزية)
- غوكهان زان على موقع اتحاد تركيا (مدرب) (الإنجليزية)
- غوكهان زان على موقع قاعدة بيانات كرة القدم.إي يو (الإنجليزية)
- غوكهان زان على موقع ناشيونال فوتبول تيمز (الإنجليزية)
- غوكهان زان على موقع Soccerbase.com (لاعب) (الإنجليزية)
- غوكهان زان على موقع عالم كرة القدم.نت (الإنجليزية)
- غوكهان زان على موقع AS.com (الإسبانية)